# ヴィオラ (オペラ)
『ヴィオラ』（Viola）は、ベドルジハ・スメタナ作のチェコ語のオペラ（未完・絶筆）。リブレットの作者はエリシュカ・クラースノホルスカーで、ウィリアム・シェイクスピアの喜劇『十二夜』を下敷きとしている。元々、1874年にいくつかの楽曲の作曲が行われたが、その後作曲は続けられず、1883年にようやく再開された。しかし、スメタナは脳梅毒が悪化して作曲を続けられなくなり、翌1884年5月12日に精神病院で死去した。そのため、このオペラは完成することなく、オーケストレーションが施された15ページ分の楽譜と、50ページほどの歌声部（弦楽の伴奏付き）、合わせて365小節が現存するのみである。演奏時間は約14分となる。

## 上演史
スメタナの死から15年が経過した1900年3月15日に演奏会形式による上演が行われ、1924年3月11日にはプラハ国民劇場において上演されている。

## 配役
| 役名                             | 声域         | 初演時のキャスト, 1900年3月15日 (指揮:不明) |
| -------------------------------- | ------------ | ------------------------------------------- |
| Orsino, Duke of Illyria          | テノール     |                                             |
| Viola, twin sister to Sebastian  | メゾソプラノ |                                             |
| Sebastian, twin brother to Viola | ソプラノ     |                                             |
| Olivie                           | メゾソプラノ |                                             |
| Tobiáš                           | バリトン     |                                             |
| Ondřej                           | テノール     |                                             |
| Malvolio                         | バリトン     |                                             |
| Marie                            | ソプラノ     |                                             |
| Šašek                            | バリトン     |                                             |
| Antonio, a captain               | バス         |                                             |
| Marko, an old fisherman          | バス         |                                             |

## 録音
- 1982, Zdeněk Košler (conductor), Prague National Theatre Orchestra and Chorus; Jiří Pokorný (Piano), Marie Veselá, Drahomíra Drobková, Dalibor Jedlička, Jaroslav Horáček, Miroslav Švejda, Karel Hanuš